# 朴容國
朴容國（朝鲜语：／，1921—？）北韓政治人物、游擊隊派兼甲山派人。他於1948年8月北韓建國後加入政府和朝鮮勞動黨，並在隨後被委任為國際部長、黨委書記和朝鮮民主青年同盟委員長等要職。1967年，金日成的唯一思想體系被確立，其勢力註一步擴大，他與金道滿等人因而失勢並被肅清，後下落不明。

## 資料來源
1. ↑  .   [2013-11-12]. （原始内容存档于2013-11-12）.